# Peer Augustinski
Peer Augustinski (Berlino, 25 giugno 1940 – Overath, 3 ottobre 2014) è stato un attore, doppiatore, conduttore radiofonico e interprete di audiolibri tedesco.
È diventato noto al pubblico a metà degli anni '70 grazie alla serie di sketch Klimbim. Augustinski ha prestato la sua voce, tra gli altri, all'attore americano Robin Williams. 

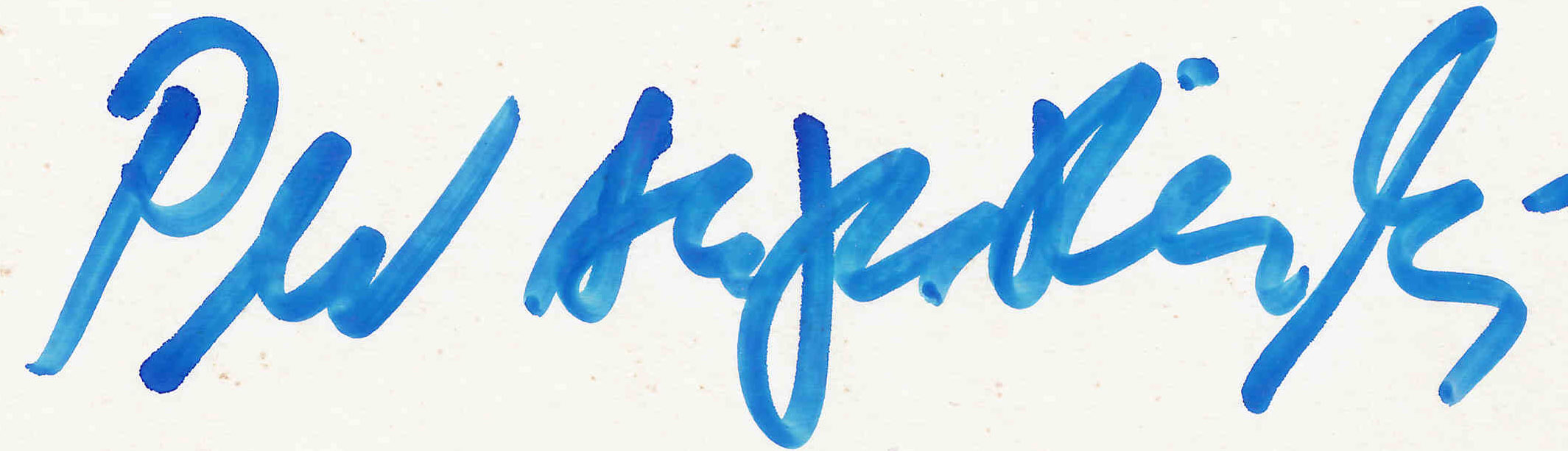
Firma di Peer Augustinski

## Biografia
Figlio di un Primo violino, ha imparato a suonare il pianoforte all'età di otto anni. In giovane età, tra i 7 e i 17 anni, è cresciuto nella regione di Ribnitz-Damgarten . Dal 1954 iniziò a studiare musica come studente a Neustrelitz . Nel 1957 si trasferisce nella Repubblica Federale e dal 1961 al 1964 frequenta la Max Reinhardt School for Drama di Berlino.

### Teatro
A partire dal 1964 è stato impegnato come attore teatrale al "Theater Schloss Maßbach" nella bassa Franconia. Altre fermate della sua carriera artistica furono lo "Städtebundtheater Hof" (1966-1968), lo "Schleswig-Holsteinisches Landestheater" di Flensburgo (1968-1970) e i palcoscenici delle città di Kiel (1970-1972) e Colonia (1972-1977). Augustinski ha recitato in classici come "I giusti" di Albert Camus, "I masnadieri" di Friedrich Schiller, "I topi" di Gerhart Hauptmann, "Morte di un commesso viaggiatore" di Arthur Miller e nel 1978 al Festival di Bad Hersfeld in "Il servitore di due padroni" di Carlo Goldoni. In seguito Augustinski ha lavorato come attore freelance. Dal 2001 al 2005 ha completato una tournée teatrale in Germania, Austria e Svizzera con la tragedia di Ephraim Kishon "Es war die Lerche". Sebbene fosse un musicista versatile e suonasse sei strumenti, tra cui batteria, violoncello e pianoforte, non ha mai usato questa abilità in modo professionale.

### Cinema e TV
Nel 1975, Augustinski iniziò la sua carriera televisiva grazie al regista Michael Pfleghar e ottenne un alto livello di riconoscimento grazie alla sua serie di sketch Klimbim. Sempre sotto la direzione di Pfleghar e al fianco di Ingrid Steeger, ha recitato contemporaneamente nella serie televisiva comica "Zwei himmlische Töchter". Negli anni successivi Augustinski è rimasto una presenza costante nel cinema e nella televisione. È apparso in adattamenti di film letterari come "Jauche und Levkojen" di Christine Brückner (1979) e il suo sequel "Nirgendwo ist Poenichen" (1980) e Exil di Lion Feuchtwanger (1981), in talk show come "Drei gegen Drei" (1985), in serie familiari come "Unsere schönsten Jahre" accanto a Elmar Wepper e Uschi Glas (1983) e in serie criminali come "Der Alte und Derrick" o la serie televisiva "Das Traumschiff". Augustinski ha anche ospitato lo spettacolo "Mann-o-Mann" sul canale "Sat.1" dal 1992 al 1995 e nel 1998 ha presentato la rivista satirica "Fiktiv" sulla stazione tv Kabel eins, che l'anno successivo è stata premiata con la Rosa d'argento al Festival della Rosa d'oro di Montreux.

### Vita privata
Peer Augustinski era il cugino dell'attore di teatro e doppiatore Rolf Schult. Dal suo primo matrimonio con Ute Augustinski nacquero suo figlio Peer Augustinski e sua figlia Olivia Augustinski. Anche Olivia ha intrapreso la professione di attrice ed è apparsa nella serie ARD Marienhof. Peer Augustinski si è sposato nel 1972 con la sua collega di ruolo Gisela Ferber in un secondo matrimonio, dal quale è nato suo figlio Bernd.
Il 5 novembre 2005 Augustinski ebbe un ictus durante la registrazione di un audiolibro. Da allora rimase con il corpo per metà paralizzato. Nel corso di diverse apparizioni pubbliche in programmi televisivi, Augustinski ha parlato sulle conseguenze della sua malattia e sui suoi progressi nella guarigione.
Nel 2007 ha ripreso il doppiaggio di Robin Williams in "La musica nel cuore".. Nel giugno 2008 si è esibito per la prima volta di nuovo a Colonia in una lettura del thriller "Eiskalt" di Chandler McGrew. Nel 2010 è stato pubblicato il suo libro "All'improvviso: La mia vita movimentata prima e dopo l'ictus", in cui Augustinski descrive i suoi successi terapeutici con l'aiuto della fisioterapista Doris Brötz.
Il 3 ottobre 2014, meno di due mesi dopo la morte di Robin Williams, Augustinski muore all'età di 74 anni in un ospedale di Colonia dopo essere diventato sempre più debole a seguito di un attacco epilettico.